# 堂堂たる人生
『堂堂たる人生』（どうどうたるじんせい）は、1961年10月22日に公開された、牛原陽一監督の日本の映画。週刊明星に掲載されていた源氏鶏太の『白い雲と少女』を映像化したもの。
石原裕次郎が、倒産寸前のおもちゃ会社に勤める男に扮し奮闘する姿を描いた作品である。。

## キャスト
- 石原裕次郎: 中部周平
- 長門裕之 : 紺屋小助
- 芦川いづみ : 石岡いさみ
- 桂小金治: 石岡竜吉
- 清川虹子: 石岡達子
- 藤村有弘: 竹平雄
- 桑山正一: 竹平又左衛門
- 中村是好
- 小野良
- ピーター・ウィリアムス
- 浦里はるみ
- 伊藤寿章
- 神戸瓢介
- 阪口美奈子
- 神山勝
- 河上信夫
- 村田寿男
- 殿山泰司: 老田助右衛門
- 中原早苗: 弘子
- 東野英治郎: 原大作
- 宇野重吉: 田和一

## スタッフ
- 監督 ：牛原陽一
- 脚本 ：池田一朗
- 音楽 : 小杉太一郎
- 撮影 : 高村倉太郎
- 企画 : 水の江滝子